# Marylinka
Marylinka là một chi bướm đêm thuộc phân họ Tortricinae của họ Tortricidae.

## Các loài
- Marylinka mimera Razowski & Becker, 1983